# 長門市駅
長門市駅（ながとしえき）は、山口県長門市東深川駅前にある、西日本旅客鉄道（JR西日本）の駅である。事務管コードは▲800701。

## 概要
長門市の代表駅である。
山陰本線を所属線としており、美祢線を加えた2線区が乗り入れる。また、山陰本線については仙崎駅方面への支線（通称：仙崎線）が分岐している。当駅が終点となる美祢線は山陰本線仙崎支線と直通運転を行い実質的に一体運用となっており、加えて山陰本線は大半の列車が当駅で運行系統が分割されるなど、都合4方向の路線が当駅を発着することもあって、北浦地区の山陰線では幡生駅に次いで大きな規模を持つ駅となっている。そのうえ、以下に示すようにバスの3社線乗り入れで市内外へ向け運行するため、駅の北南口も比較的大きい面積を持つ。
直営駅であり、みどりの券売機プラスが設置されている。駅構内にはJR西日本広島支社長門鉄道部が設置され、山陰本線（益田駅 - 小串駅間および仙崎支線、益田駅・小串駅構内除く）・美祢線（厚狭駅構内除く全線）を管轄している。

## 歴史
- 1924年（大正13年）
  - 3月23日：国有鉄道美禰線が於福駅から当駅まで延伸され、正明市駅（しょうみょういちえき）として開業し、客貨取扱を開始する[1][4]。
  - 11月3日：美禰線が当駅から長門三隅駅まで延伸され、途中駅となる[1]。
- 1928年（昭和3年）12月9日：美禰線支線として、当駅から黄波戸駅までが開業する[1]。
- 1930年（昭和5年）5月15日：美禰線支線として、当駅から仙崎駅までが開業する[1][7]。
- 1933年（昭和8年）2月24日：当駅から長門三隅方・黄波戸方・仙崎方を、美禰線所属から山陰本線に変更（これをもって山陰本線が全通）され、美禰線は長門湯本方のみとなる[1]。
- 1947年（昭和22年）12月2日：昭和天皇の戦後巡幸。お召し列車が10分間停車し、駅前奉迎が行われた[8]。
- 1958年（昭和33年）4月14日：駅舎改築[9]。
- 1962年（昭和37年）11月1日：長門市駅に改称する[10]。
- 1963年（昭和38年）10月1日：美禰線の名称を美祢線に改称する[10]。
- 1974年（昭和49年）4月1日：みどりの窓口営業開始[11][12]。
- 1984年（昭和59年）1月1日：貨物取扱を廃止する[10][4]。
- 1987年（昭和62年）4月1日：国鉄分割民営化により、西日本旅客鉄道（JR西日本）の駅となる[10][4]。
- 2013年（平成25年）7月28日：豪雨災害により線路が被災し、益田方面が一時運休（※奈古駅 - 当駅間については8月4日に運行再開）。
- 2021年（令和3年）1月31日：みどりの窓口営業終了。翌日よりみどりの券売機プラス稼働開始。
- 2023年（令和5年）
  - 7月1日：豪雨災害により、山陰本線長門粟野駅 - 阿川駅間の粟野川橋梁が傾斜する[13]などの被害を受けたほか、美祢線の多数の橋梁や路盤などが流出した[14][15]。山陰本線は当駅 - 小串駅間、美祢線は全線で不通となる[16]。
  - 7月4日：被災した両区間で代行バスが運行開始[17][18]。
- 2024年（令和6年）
  - 6月22日：山陰本線が当駅 - 人丸駅間で運転再開[19]。

## 駅構造

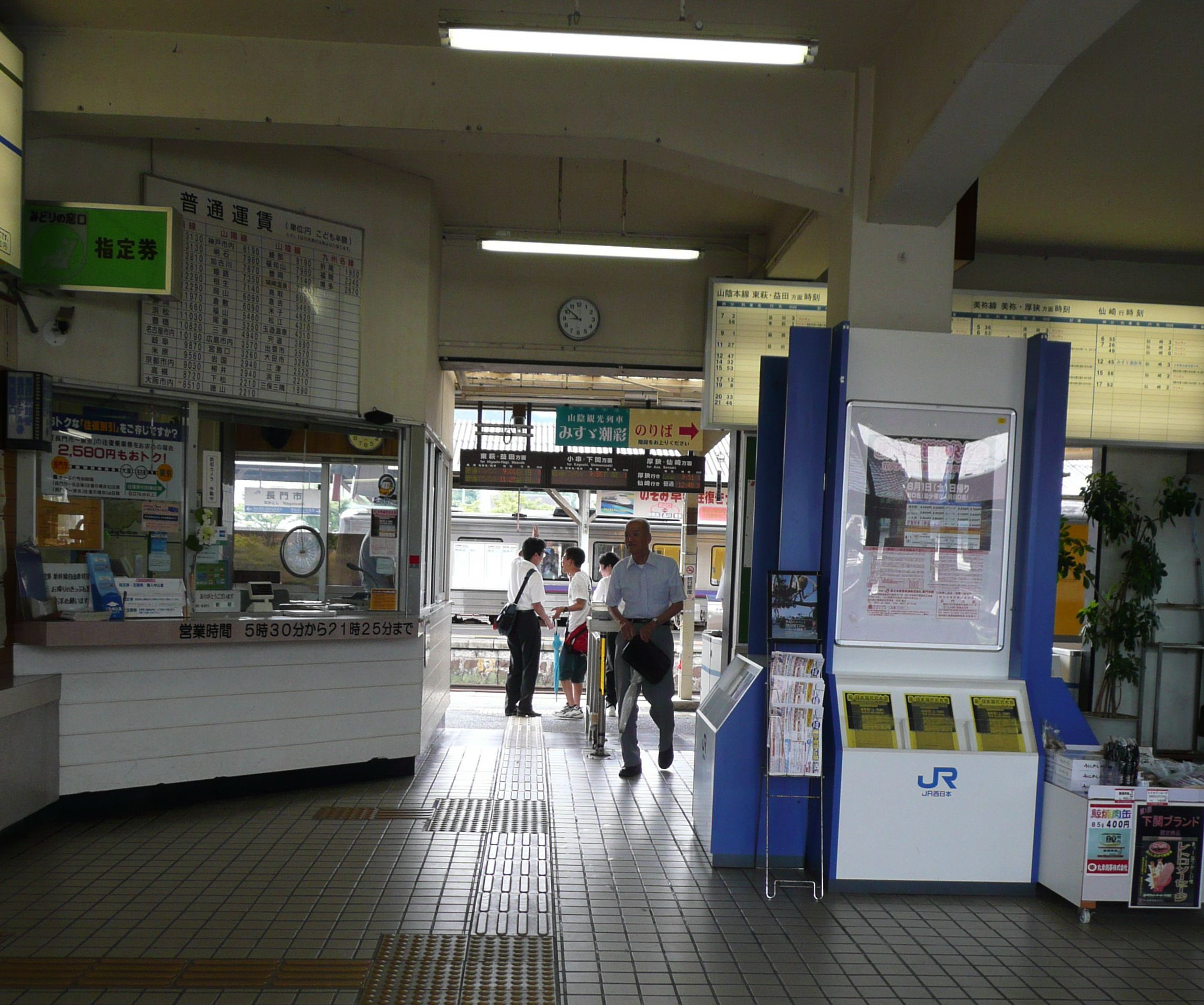
改札口（2009年7月）

単式・島式の複合型2面3線のホームを持つ地上駅。単式の1番のりばから、島式の2・3番のりばへは跨線橋で連絡している。
構内西側にはかつて長門機関区があり、蒸気機関車の運行終了により機関区が廃止された後も長年にわたりターンテーブルが残されていたが、東武鉄道が「SL大樹」を運行するのに伴ってJR西日本から東武鉄道へ譲渡され、2016年6月に撤去・陸送、下今市駅へと移設された。

### のりば
| のりば | 路線      | 方向    | 行先           |
| ------ | --------- | ------- | -------------- |
| 1      | ■山陰本線 | 下り    | 小串・下関方面 |
| 1      | ■山陰本線 | 上り    | 東萩・益田方面 |
| 2      | ■美祢線   | ■美祢線 | 美祢・厚狭方面 |
| 2      | ■山陰本線 | 仙崎線  | 仙崎方面       |
| 2      | ■山陰本線 | 下り    | 小串・下関方面 |
| 3      | ■山陰本線 | 上り    | 東萩・益田方面 |
| 3      | ■山陰本線 | 下り    | 小串・下関方面 |
| 3      | ■山陰本線 | 仙崎線  | 仙崎方面       |
| 3      | ■美祢線   | ■美祢線 | 美祢・厚狭方面 |

付記事項
- 運転系統の境界点のため、発着番線は列車によって変動する。1番のりばは益田方面と下関方面のみ発車が可能（元々1番のりばは配線上美祢線方面からの入線ができない）。2番のりばは下関方面と仙崎方面、美祢線方面の3方向に発車が可能。3番のりばは全方向への発車に対応する。そのため、益田方面と下関方面は主に1・3番のりば、美祢線方面と仙崎方面は主に2・3番のりばで客扱いを行う。しかしあくまで目安であるため、駅掲示の時刻表や駅構内での案内放送による変更がある。
- 仙崎支線専用となっていた0番のりばには2010年3月12日まで朝の1本のみ発着があった（このほか、仙崎祭り時に臨時列車が運行される場合にも使用されていた）が、翌13日以降は発着列車が一切なくなり、場内・出発信号機の使用も停止されている[23]。2020年には0番線のレールをまたぐように20基の鳥居が建てられた[24]。
- 夜間滞泊設定駅である。

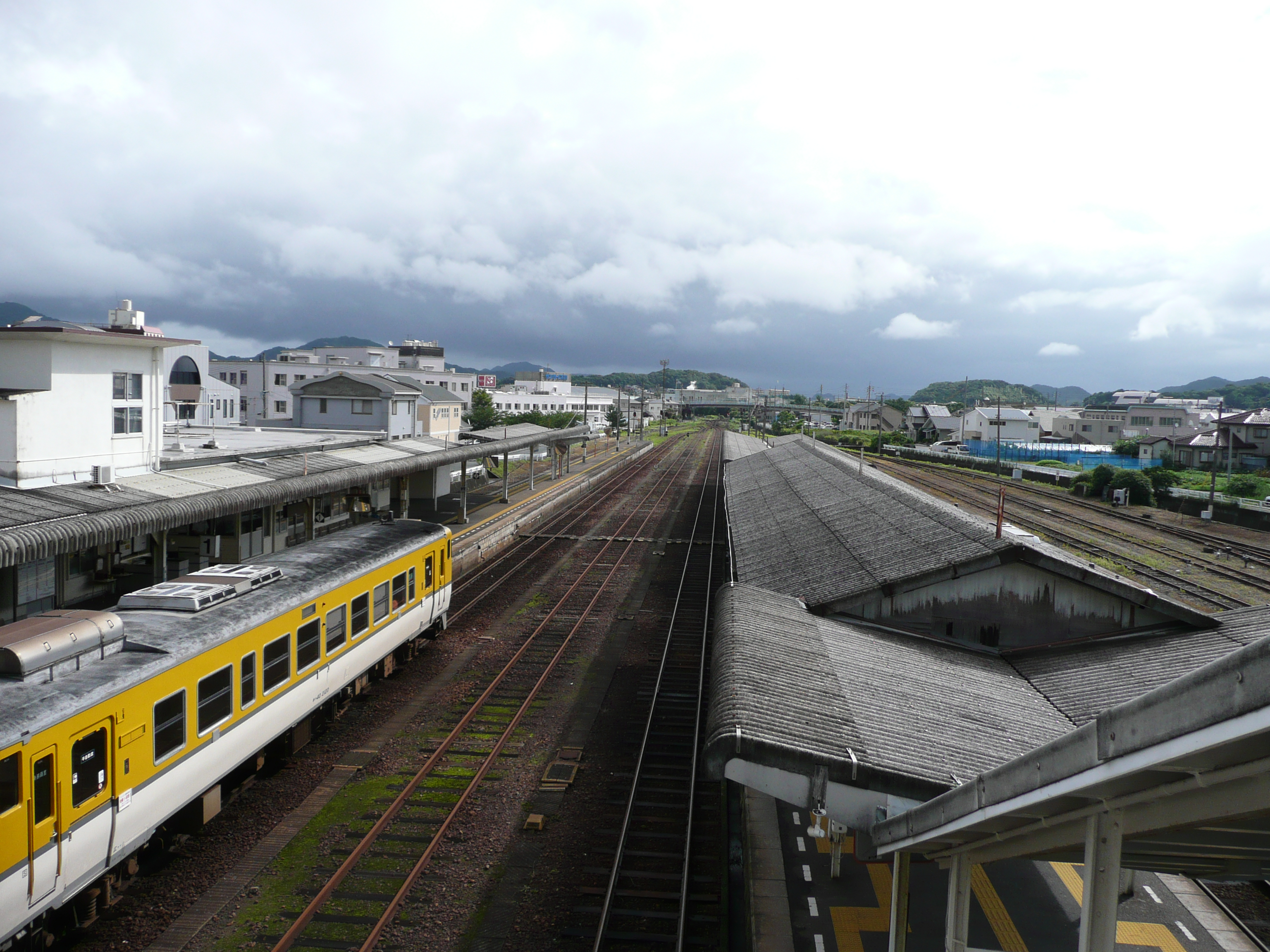
ホーム（2009年7月、萩・仙崎方面）
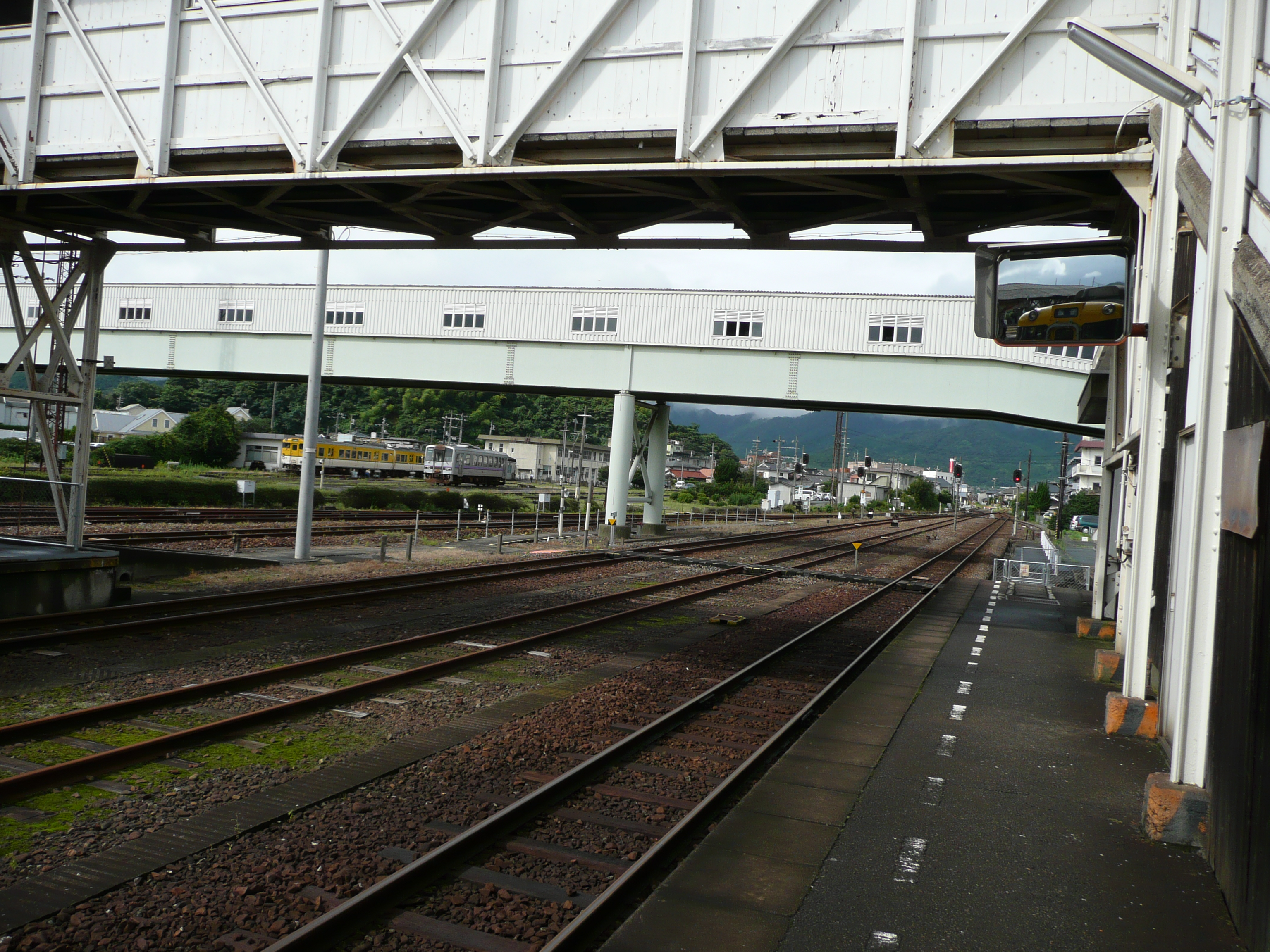
ホーム（2009年7月、滝部・美祢方面）
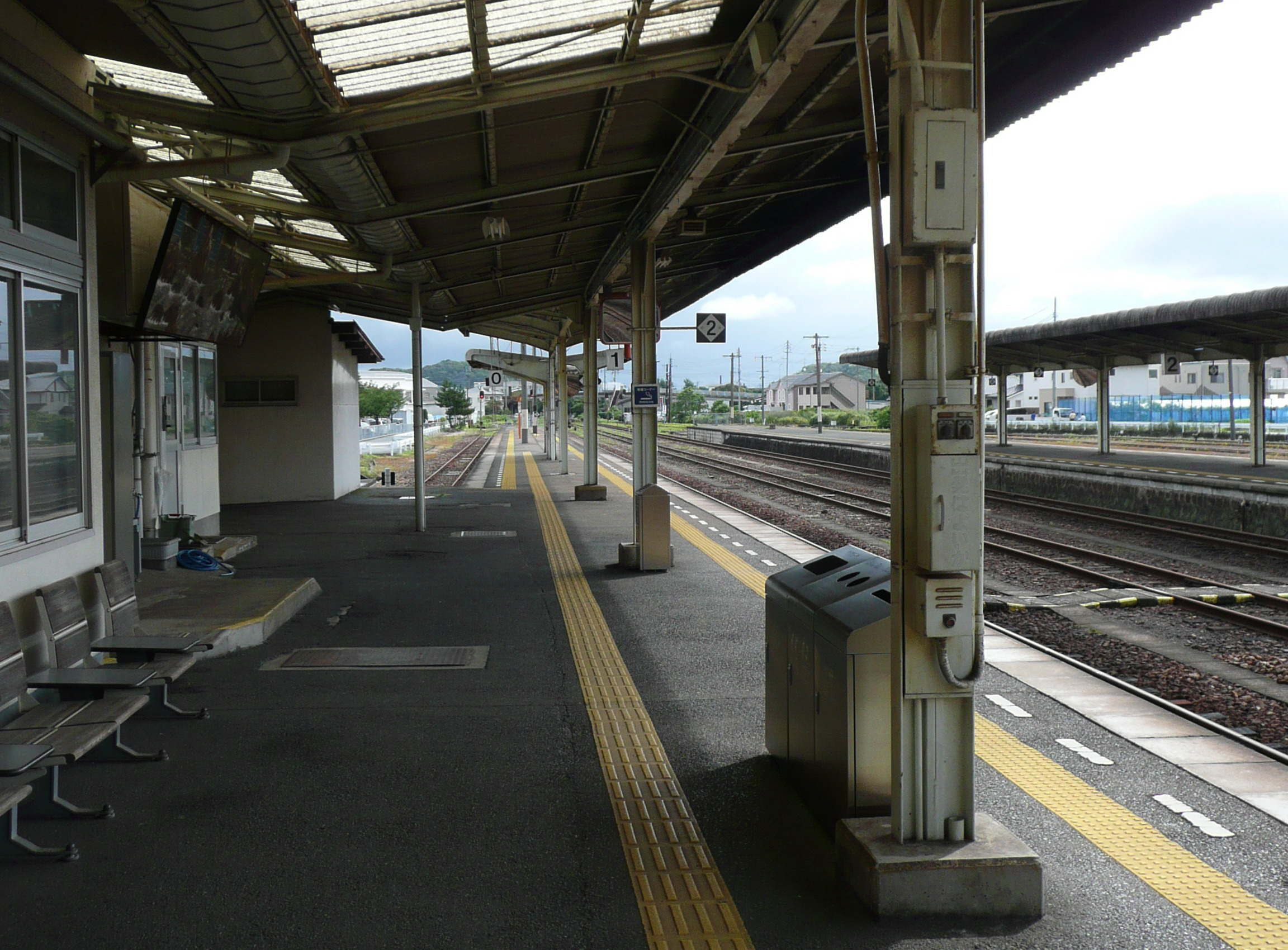
0・1番線ホーム（2009年7月）
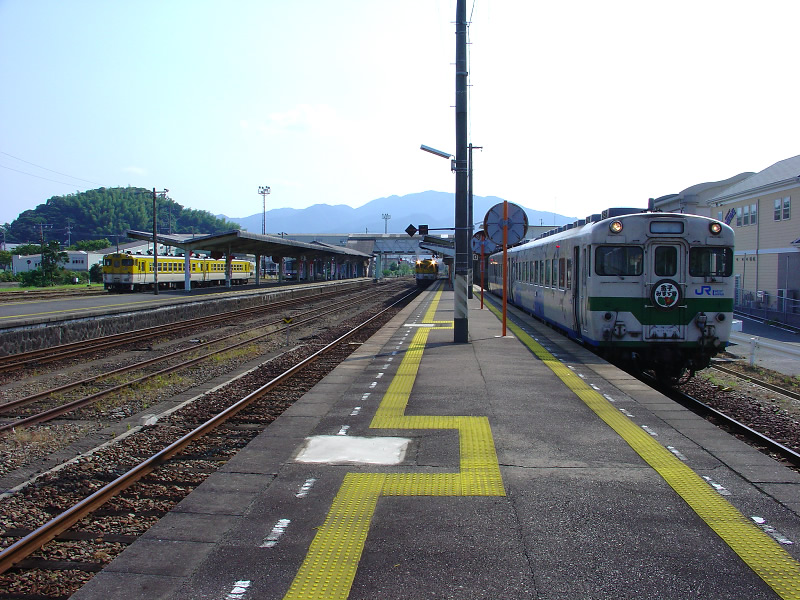
0番のりばに停車中の列車（2003年8月）
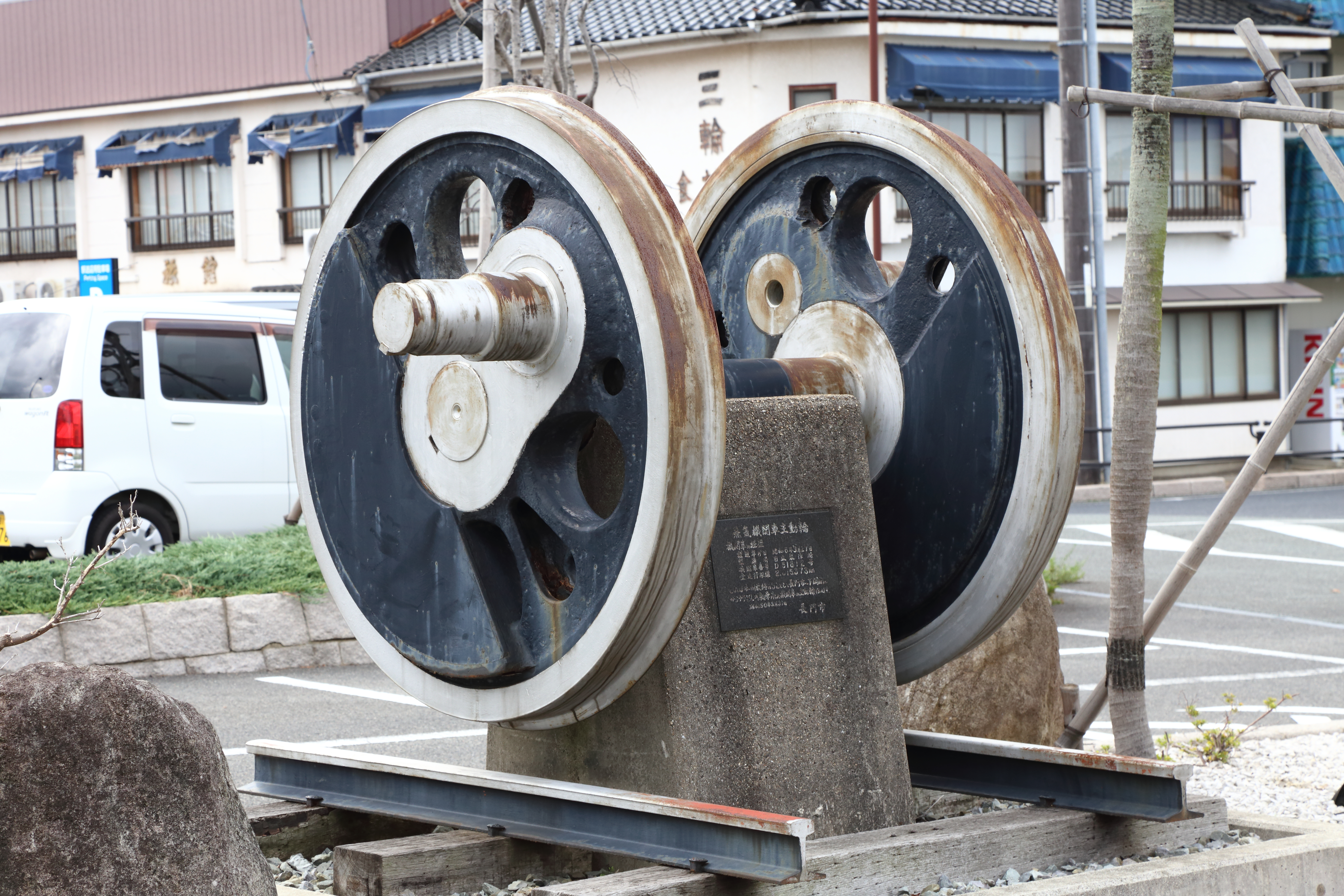
駅前に保存してある本州最後のSL旅客列車を牽いたD51 812の動輪（2016年10月）
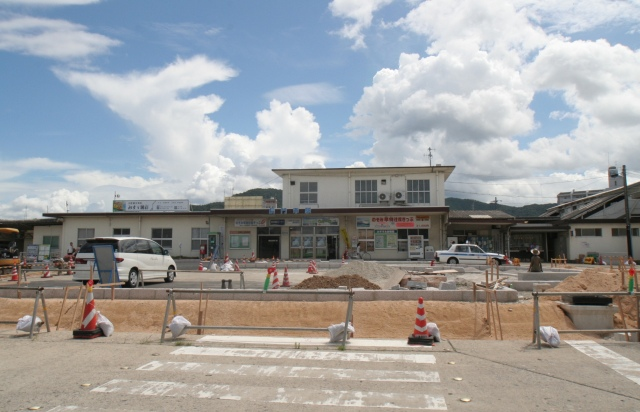
駅前工事をしている頃の駅舎（2007年8月）
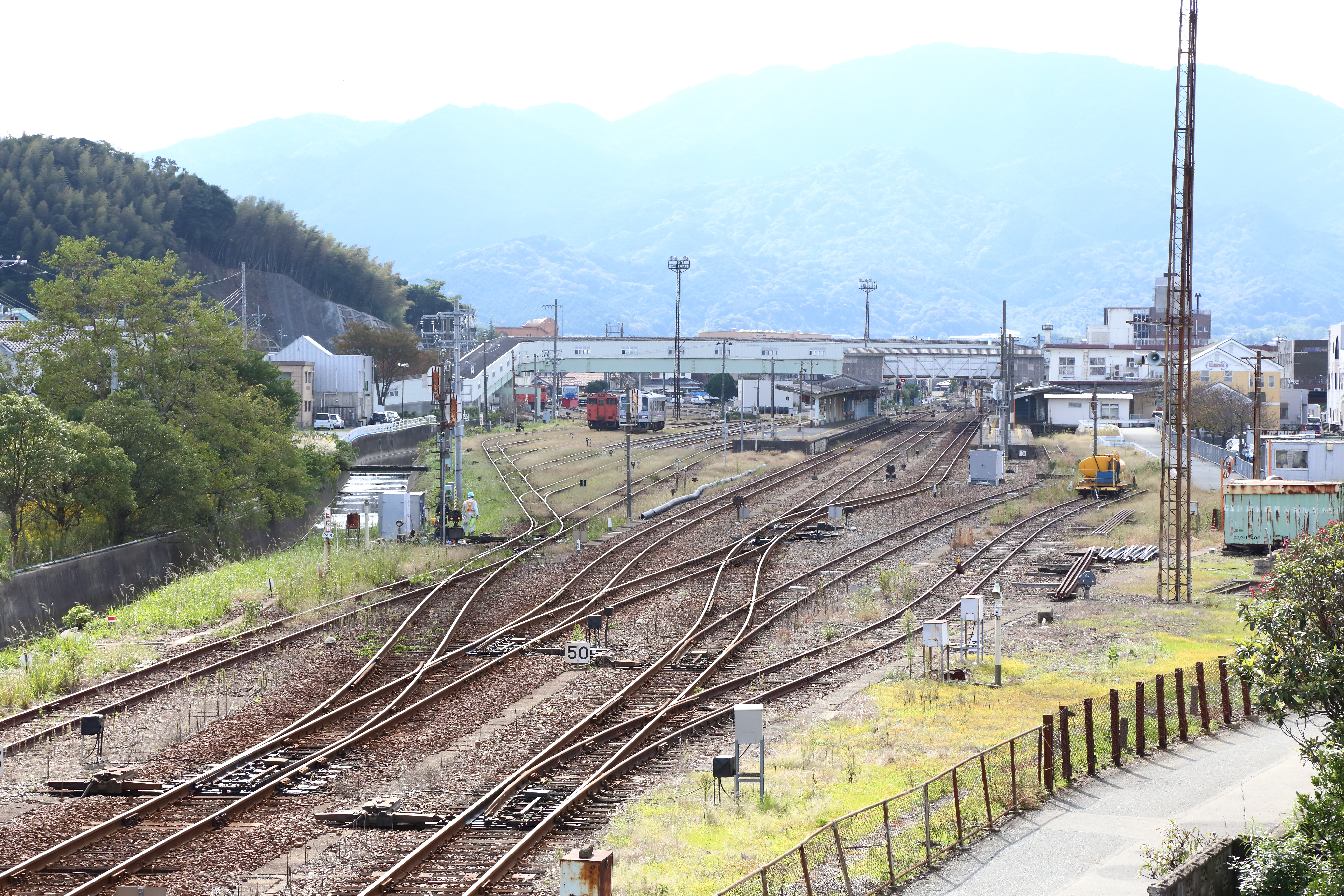
構内を眺める（2016年10月）

## 利用状況
1日の平均乗車人員は以下の通りである。
| 乗車人員推移 | 乗車人員推移 |
| 年度         | 1日平均人数  |
| ------------ | ------------ |
| 1999         | 1,200        |
| 2000         | 1,152        |
| 2001         | 1,060        |
| 2002         | 1,028        |
| 2003         | 916          |
| 2004         | 867          |
| 2005         | 778          |
| 2006         | 753          |
| 2007         | 707          |
| 2008         | 700          |
| 2009         | 685          |
| 2010         | 635          |
| 2011         | 631          |
| 2012         | 557          |
| 2013         | 566          |
| 2014         | 486          |
| 2015         | 456          |
| 2016         | 432          |
| 2017         | 403          |
| 2018         | 378          |
| 2019         | 373          |
| 2020         | 348          |
| 2021         | 338          |
| 2022         | 333          |

## 駅周辺

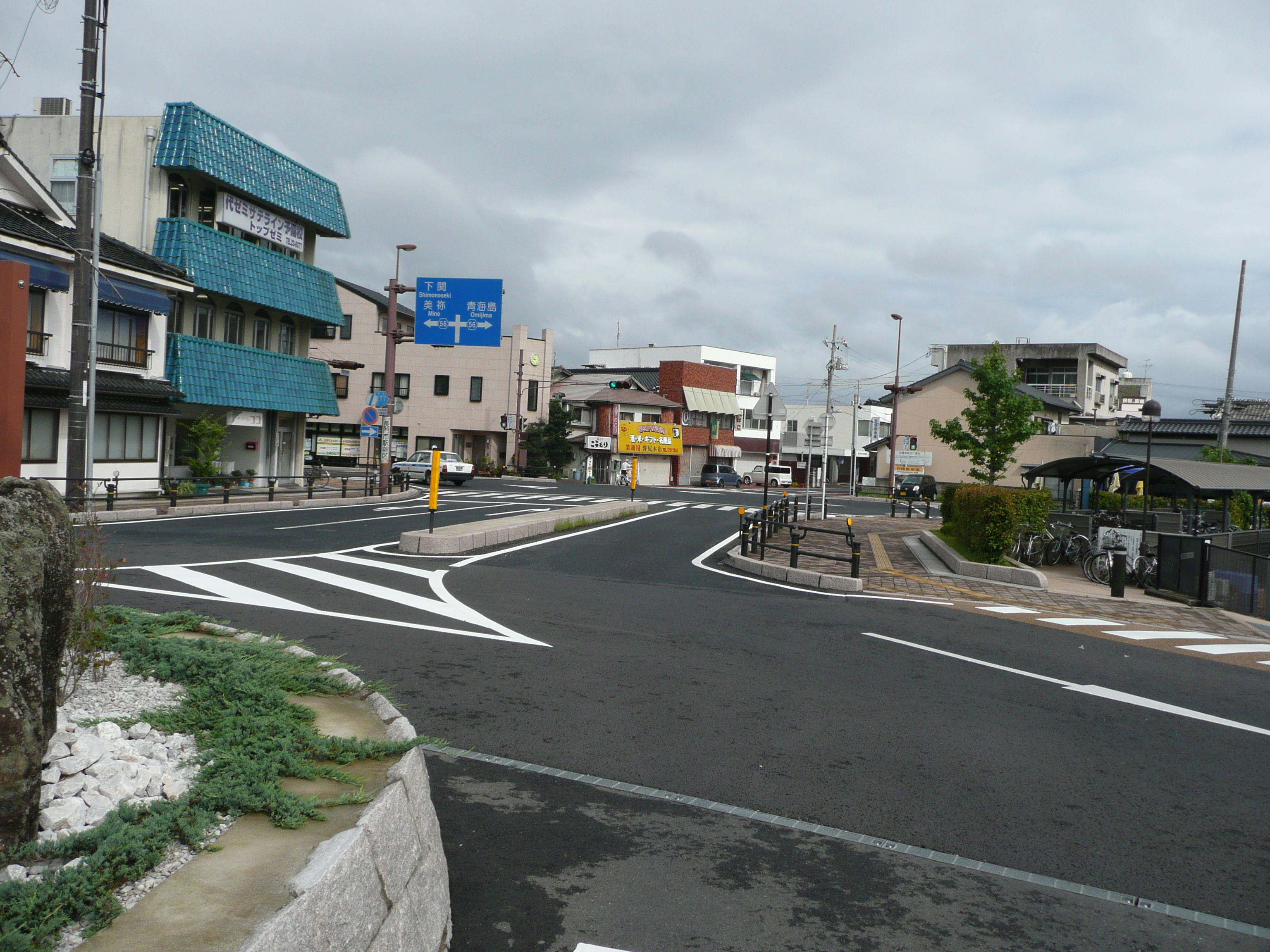
駅前（2009年7月）

駅舎（改札口）と駅前広場は北側に位置しているが、駅の南北は自由通路（跨線橋）でつながっており、駅南側にも簡易な駅前広場がある。メインストリートの国道191号は駅南を通過し、区画整理も進んでいる。
駅前側（北側）
- 長門市役所
- 長門郵便局
- 山口県道277号長門市停車場線
- 山口県道56号仙崎港線
- 亀山城址（古城山）
- 長門ステーションホテル - 1Fにおみやげセンターを持つ。かつてはRICマート系統のコンビニエンスストアが入っていたが閉店し模様替えした。
- ファミリーロッジ旅籠屋長門店
- 山口県立大津緑洋高等学校 大津校舎

駅南側
- 長門警察署
- WAVE（閉店）
- 長門セントラルホテル
- 萩山口信用金庫長門支店
- フジ長門店

### バス路線
いずれも駅前（北側）から発着。なお、防長交通の一部路線と2018年4月1日よりブルーライン交通は駅南口を経由する。
- 防長交通 - 仙崎・青海大橋方面、長門三隅・大田中央・秋芳洞方面
- サンデン交通 - 長門病院・仙崎・青海島（通・青海・大泊）方面、湯本温泉・俵山温泉・豊田町西市・小月・下関方面
- ブルーライン交通 - 上川西・黄波戸・古市駅・日置・人丸・油谷方面、長門病院・図書館・小浜・白潟・センザキッチン方面

## 隣の駅
西日本旅客鉄道（JR西日本）
■山陰本線
長門三隅駅 - 長門市駅 - 黄波戸駅
■美祢線・■山陰本線（仙崎支線）
板持駅（美祢線） - 長門市駅 - 仙崎駅（山陰本線）
※「○○のはなし」は美祢線に入らず、山陰本線下関方面へ向かう。